# Jo Van Fleet
Jo Van Fleet (Oakland, 1915. december 29. – Jamaica, 1996. június 10.) Oscar-díjas és Tony-díjas amerikai színésznő. Többször játszott a koránál jóval idősebb nőket, híres filmjei az Édentől keletre, az I'll Cry Tomorrow és az Újra szól a hatlövetű.

## Élete
Van Fleet 1919-ben született a kaliforniai Oaklandben, és a stocktoni College of the Pacificben tanult. Van Fleet New Yorkba ment, hogy színészi karriert építhessen, és sikerült elnyernie egy ösztöndíjat, hogy a Neighbourhood Playhouse-ban tanulhasson Sanford Meisner mellett. A Broadwayn Dorcas szerepében debütált az A Winter's Tale (1946) című darabban, majd 1950-ben Louis Calhern Lear királyában Regant alakította. Elia Kazan, akit később életére nagy hatással lévőnek nevezett, először a Flight into Egypt (1952) című darabban dolgozott együtt a színésznővel.
Kazan az Édentől keletre című film kedvéért Hollywoodba hozta, amivel Oscar-díjat nyert, és sikere további filmekhez vezetett: The Rose Tattoo (1955) Anna Magnanival, az I'll Cry Tomorrow (1955), amiben 37 évesen Susan Hayward anyját alakította, The King and the Four Queens (1956) Clark Gable-lel, valamint Kirk Douglas barátnője az Újra szól a hatlövetűben (1957). 
A Broadwayre visszatérve Tony-díjat  nyert az ingerlékeny Jessie Mae Watts szerepéért az The Trip to Bountiful (1957) című darabban, amit Geraldine Page játszott a filmadaptációban. A következő évben Van Fleet elnyerte a New York-i színikritikusok díját a Look Homeward, Angel című darabért. 1960-ban visszatért a filmvászonra, hogy Montgomery Clift és Lee Remick oldalán szerepeljen Kazan Wild River című filmjében, mint a makacs 89 éves matriarcha, aki nem hajlandó elhagyni a farmját egy völgyben, amelyet 1935-ben a Tennessee Valley Authority készül elárasztani. A mindössze 41 éves Van Fleet minden reggel öt órát töltött a sminkeléssel és a ráncok felvitelével, és ragaszkodott hozzá, hogy a májfoltok még a kezére is kerüljenek a hosszú felvételeknél, ahol nem lehetett látni őket.
Bár továbbra is játszott színházban, filmekben és a televízióban (többek között a Bonanza epizódjaiban és - mint zsémbes feleség, aki gyilkosság áldozatává válik - az Alfred Hitchcock Presentsben), Van Fleet csillaga kihunyóban volt. Amikor Bette Davis visszautasította Paul Newman anyjának szerepét a Bilics és mosolyban (1967), mert túl kicsi volt, Van Fleet elvállalta a szerepet. Az 1970-es években sokat dolgozott regionális színházakban. Újra anyát játszott két tévéfilmben, a Rico családban (1972, Ben Gazarra anyja) és a Powerben (1980). Utolsó filmje Saul Bellow novellája alapján készült Seize the Day (1986) volt, amelyben ő volt az egyike a több neves színésznek, akik Robin Williams mellett kisebb vendégszerepeket játszottak.
1990-ben megözvegyült, férje a táncos-koreográfus William Bales volt.

## Filmográfia

### Szerepei a Broadwayn
A Broadway adatbázis által nyilvántartott előadások száma:
- 1946: The Winter's Tale
- 1947: The Whole World Over
- 1949: The Closing Door
- 1950–51: Lear király
- 1952: Flight Into Egypt
- 1953: Camino Real
- 1953: The Trip to Bountiful
- 1957–59: Look Homeward, Angel
- 1965: The Mother
- 1965: Üvegfigurák

### Szerepei az Off-Broadwayn
Az Off-Broadway adatbázis által nyilvántartott előadások száma:
- 1960: Rosemary and The Alligators
- 1962: Oh Dad, Poor Dad, Mamma's Hung You in the Closet and I'm Feelin' So Sad

### Filmes szerepek
| Év   | Cím                                                | Szerep                  | Magyar hangja |
| ---- | -------------------------------------------------- | ----------------------- | ------------- |
| 1955 | Édentől keletre (East of Eden)                     | Kate                    | Bánki Zsuzsa  |
| 1955 | I'll Cry Tomorrow                                  | Katie Roth              |               |
| 1955 | The Rose Tattoo                                    | Bessie                  |               |
| 1956 | The King and Four Queens                           | Ma McDade               |               |
| 1957 | Újra szól a hatlövetű (Gunfight at the O.K Corral) | Kate Fisher             | n.a           |
| 1957 | The Sea Wall                                       | Madame Dufresne         |               |
| 1960 | Wild River                                         | Ella Garth              |               |
| 1967 | Bilincs és mosoly (Cool Hand Luke)                 | Arletta                 | n.a           |
| 1968 | I Love You, Alice B. Toklas!                       | Mrs. Fine, Harold anyja |               |
| 1969 | 80 Steps to Jonah                                  | Nonna                   |               |
| 1971 | The Gang That Couldn't Shoot Straight              | Big Momma               |               |
| 1976 | A lakó (Le locataire)                              | Madame Dioz             | n.a           |
| 1986 | Seize the Day                                      | Mrs. Einhorn            |               |

### Televíziós szerepek
| Év      | Cím                             | Szerep                             | Megjegyzés |
| ------- | ------------------------------- | ---------------------------------- | ---------- |
| 1949–50 | Actor's Studio                  | ?                                  | 3 epizód   |
| 1951    | Cosmopolitan Theatre            | ?                                  | 1 epizód   |
| 1952–55 | The Philco Television Playhouse | Shirley                            | 3 epizód   |
| 1953–55 | Armstrong Circle Theatre        | ?                                  | 3 epizód   |
| 1954    | Campbell Playhousen             | ?                                  | 1 epizód   |
| 1954    | The United States Steel Hour    | ?                                  | 1 epizód   |
| 1954    | Suspense                        | ?                                  | 1 epizód   |
| 1954    | The Mask                        | ?                                  | 1 epizód   |
| 1954    | Inner Sanctum                   | ?                                  | 1 epizód   |
| 1954–55 | Danger                          | ?                                  | 2 epizód   |
| 1955    | Robert Montgomery Presents      | ?                                  | 1 epizód   |
| 1955    | Star Tonight                    | Irene Rankin                       | 1 epizód   |
| 1955    | Max Liebman Spectaculars        | Dete néni                          | 1 epizód   |
| 1955–56 | Kraft Television Theatre        | Ma                                 | 3 epizód   |
| 1956–61 | Alfred Hitchcock Presents       | Molly / Anna Kaminsky / Mrs Shrike | 3 epizód   |
| 1958    | Westinghouse Desilu Playhouse   | Mrs Lombe                          | 1 epizód   |
| 1959    | Alcoa Theatre                   | Mrs Weiss                          | 1 epizód   |
| 1959    | General Electric Theater        | Miss Wanda Kelsey                  | 1 epizód   |
| 1959–61 | The DuPont Show of the Month    | Callie / anya                      | 2 epizód   |
| 1961    | Boris Karloff Presents          | Mrs Cissy Hawk                     | 1 epizód   |
| 1962    | Naked City                      | Dr Anna Chaloupka                  | 1 epizód   |
| 1962    | Frontier Circus                 | Amelia Curtis                      | 1 epizód   |
| 1963    | Route 66                        | Hazel Quine                        | 1 epizód   |
| 1963    | 77 Sunset Strip                 | Jane Patterson                     | 1 epizód   |
| 1964    | Summer Playhouse                | Velma Clarke                       | 1 epizód   |
| 1964    | Kraft Suspense Theatre          | Hildy Hesse                        | 1 epizód   |
| 1965    | Cinderella                      | Mostoha                            | tévéfilm   |
| 1966    | The Virginian                   | Lee Calder                         | 1 epizód   |
| 1967    | NBC Experiment in Television    | öreg hölgy                         | 1 epizód   |
| 1967    | Theatre of Stars                | Emily Cooper                       | 1 epizód   |
| 1969    | The Wild Wild West              | Amelia Bronston                    | 1 epizód   |
| 1970    | Mannix                          | Alexandra Pulvarenti               | 1 epizód   |
| 1970    | The Mod Squad                   | Annie Crabtree                     | 1 epizód   |
| 1970–71 | Bonanza                         | Ellen Dobbs / Amy Wilder           | 2 epizód   |
| 1971    | Great Performances              | Clara                              | 1 epizód   |
| 1971–73 | Calling Dr. Gannon              | Leah / Margaret                    | 2 epizód   |
| 1972    | The Family Rico                 | Mama Rico                          | tévéfilm   |
| 1973    | Satan's School for Girls        | igazgatónő                         | tévéfilm   |
| 1977    | Police Woman                    | Irini Karabetas                    | 1 epizód   |
| 1980    | Power                           | Vanda anya                         | tévéfilm   |

## Fontosabb díjak és jelölések
| Cím                   | Esemény           | Díj                                                   | Eredmény |
| --------------------- | ----------------- | ----------------------------------------------------- | -------- |
| The Trip to Bountiful | 1954-es Tony-gála | Tony-díj a legjobb női mellékszereplőnek színdarabban | Elnyerte |
| Édentől keletre       | 9. BAFTA-gála     | BAFTA-díj a legígéretesebb elsőfilmes főszereplőnek   | Jelölve  |
| Édentől keletre       | 28. Oscar-gála    | Oscar-díj a legjobb női mellékszereplőnek             | Elnyerte |
| Look Homeward, Angel  | 1958-as Tony-gála | Tony-díj a legjobb női főszereplőnek színdarabban     | Jelölve  |